# Gur i Zi
Gur i Zi là một xã trong quận Shkodër thuộc hạt Shkodër, Albania. Dân số năm 2005 là 9586 người.